# Dodekanes
Der Dodekanes (griechisch Δωδεκάνησα Dodekanisa (n. pl.) oder Δωδεκάνησος Dodekanisos (f. sg.); zu altgriechisch δώδεκα dodeka ‚zwölf‘ und νήσος nēsos ‚Insel‘) ist eine Inselgruppe in der östlichen Ägäis, die seit 1948 zu Griechenland gehört und von 1955 bis 2010 als Präfektur verwaltet wurde. Durch die Verwaltungsreform 2010 wurde die Präfektur am 1. Januar 2011 abgeschafft und in vier Regionalbezirke umgewandelt, die einen Teil der insgesamt 13 Regionalbezirke der neugeschaffenen griechischen Region Südliche Ägäis bilden. Die Regionalbezirke haben jedoch, abgesehen von der Sitzzuteilung für den Regionalrat, keine weitere politische Bedeutung.
Der Name Dodekanes leitet sich ab aus den griechischen Wörtern für ‚zwölf Inseln‘ nach dem Dutzend Hauptinseln. Bewohnt sind heute etwa 25 der Inseln. Geographisch gehören die meisten der rund 160 Dodekanes-Inseln zur Inselgruppe der Südlichen Sporaden. Obwohl die nördlichsten Inseln der Südlichen Sporaden – Samos, Fourni und Ikaria – nicht zur Präfektur Dodekanes zählten, werden die geographische Bezeichnung Südliche Sporaden und die politische Bezeichnung Dodekanes fälschlicherweise häufig als gleichbedeutend betrachtet.
Die kleine, aber geschichtlich bedeutende Insel Kastelorizo weiter östlich direkt vor der türkischen Küste gehört aus historischen und politischen Gründen zum Dodekanes, jedoch geographisch nicht zu den Sporaden.

## Name
Der Name Dodekanes erscheint erstmals im Frühmittelalter, bezieht sich hier jedoch auf Naxos und nicht näher bestimmbare zwölf Kykladeninseln des Themas Aigaion Pelagos oder steht synonym für das Thema selbst. Die Südlichen Sporaden gehörten ab etwa 730 zum Thema der Kibyrrhaeoten, das die Südwestküste Anatoliens mit einschloss. Die westlichen Herrscher nach dem Vierten Kreuzzug verwendeten den Begriff Sporaden. In der Verwaltung des Osmanischen Reiches wurden sie als Teil des Eyâlets, später des Vilâyets Cezâyir-i Bahr-i Sefîd (osmanisch جزائر بحر سفيد ‚Mittelmeerinseln‘, türkisch Akdeniz Adaları), gelegentlich als „Sporaden“ oder als „privilegierte Inseln“ bezeichnet.
Die erste Erwähnung des Begriffs in der Moderne geht möglicherweise aus dem Protest von zwölf Inseln gegen die Abschaffung der Steuer- und Selbstverwaltungsprivilegien durch die Regierung der Jungtürken 1908 hervor. Unter diesen zwölf Inseln befanden sich Ikaria und Kastelorizo, nicht aber Rhodos, Kos und Lipsi. Nach der Besetzung durch Italien blieb der Begriff populär und wurde dann auf die zwölf Hauptinseln (ohne Lipsi) des italienischen Gebiets (also ohne Ikaria und Kastelorizo) bezogen, das offiziell aber als Isole italiane dell’Egeo, „Italienische Inseln der Ägäis“, bezeichnet wurde. In türkischen Quellen wird der Name auch aus den zwölfköpfigen Inselräten erklärt, aus deren Mitte der Inselvorsteher gewählt wurde. Erst mit der Zugehörigkeit zu Griechenland 1947 wurde der Name Dodekanes (unter Einschluss Kastelorizos) offiziell. „Klassische“ zwölf Inseln, die traditionell mit dem Namen verbunden wurden, gibt es jedoch nicht.

## Geschichte

### Ur- und Frühgeschichte
Die größte Insel der Südlichen Sporaden ist Rhodos, das in vielem exemplarisch für die anderen Inseln stehen kann. Rhodos war spätestens seit dem Neolithikum besiedelt, aus dem erste Funde bei Ialysos (heute meist Trianda genannt) stammen. Menschliche Überreste aus dem Neolithikum fanden sich in der Kalythies-Höhle. Da der Meeresspiegel wohl etwas tiefer lag, dürften die Südlichen Sporaden während dieser Zeit noch mit dem anatolischen Festland verbunden gewesen sein.
Bedeutende Siedlungen entstanden ab der frühen Bronzezeit (etwa 2800–2000 v. Chr.). Zu Beginn des 2. Jahrtausends v. Chr. ließen sich Minoer in Ialysos nieder, die weitreichende Kontakte von Kreta bis nach Karien pflegten und sich schon früh in Milet niederließen. Akrotiri auf Thera wurde ein weiterer bedeutender Handelsstützpunkt des minoischen Kretas.  Vermutlich war die Inselgruppe stark durch den Vulkanausbruch von Santorin und den darauf folgenden Ascheregen betroffen.
Im 14. Jahrhundert v. Chr. kam es zum Zuzug von Mykenern vom griechischen Festland auf die bis dahin unter minoischem Einfluss stehenden Inseln (vor allem durch die Siedlung von Ialysos). Spätestens seit dieser Zeit verstanden sich die Sporaden als Teil der griechischen Welt. Zahlreiche Gräber weisen auf die mykenische Kolonisierung hin. Die Siedlung in Ialysos im Nordwesten von Rhodos wurde weiterbesiedelt, wobei möglicherweise bereits die Mykener ihr diesen Namen gaben.  Der Sage nach wurde die antike Siedlung Ialysos nach einer Tochter des Danaos benannt. Dabei wird Danaos zum dorischen Herrscher von Argos gemacht. Auch Kadmos soll, vom phönizischen Tyros kommend, auf der Dodekanes Station auf seinem Weg in die Doris gemacht haben. Die Nachbarinsel Kos wurde dem Mythos nach durch Siedler aus Epidauros kolonisiert.
Die um 1400 v. Chr. erstmals in hethitischen Texten auftretende Bezeichnung Aḫḫijawa (im Madduwatta-Brief noch Aḫḫija) wird mit der damaligen mykenischen Expansion bis nach Westanatolien in Verbindung gebracht.  Es ist jedoch nicht eindeutig, was genau die Hethiter als Aḫḫijawa verstanden, ob eine Volksgruppe oder ein Reich und wo dessen Zentrum genau zu lokalisieren ist. Die mittlerweile stark vorherrschende Meinung geht von einem mykenischen Reich aus, das auch die Kykladen, Kreta, die Dodekanes sowie Milet in Kleinasien beherrschte und als dessen Zentrum Theben oder Mykene angenommen wird. Der Altorientalist Gerd Steiner geht hingegen davon aus, dass Aḫḫijawa in Kleinasien lag.
Ab dem 11. Jahrhundert v. Chr. ließen sich Dorer auf der Dodekanes nieder. Phönizier pflegten nun intensivere Handelskontakte zu Rhodos und sollen der Insel auch ihren Namen gegeben haben. Offenbar verglichen die Phönizier die Insel mit einem Granatapfel (griechisch ῥοδῆ rhodê), was die griechisch geprägten Einwohner übernahmen. Die anderen Inseln behielten ihre vorgriechischen Namen. Von diesem Völkergemisch wurden seit etwa 1000 v. Chr. Kameiros, Lindos und Ialysos zu bedeutenden Städten ausgebaut und wurden zu eigenständigen Poleis, was auf Bevölkerungszuwachs und Wohlstand schließen lässt. Rhodos lag an einem stark frequentierten Seeweg und profitierte dank seiner guten Häfen vom Fernhandel. In Lindos befanden sich zudem Tempel mit überregionaler Bedeutung. Fundament dieser Entwicklung war ein Bündnis dieser drei Städte mit Kos und den Städten Knidos und Halikarnassos in Karien, der sogenannten dorischen Hexapolis, einem Sechsstädtebund.
In der Bibel werden dagegen die Dodaniter (bald auch Rodaniter) in der 1. Chronik 1, als einer der sieben Nachkommen Jawans, zusammen mit Kittim (Zyprern), Elischa und Tarsis (vgl. 1. Moses 4) aufgezählt. Javan entspricht bei dieser biblischen Deutung den Aḫḫijawa. Da die biblische Völkertafel wenig zuverlässig erscheint, spiegelt dies wohl nur die ionische Inselwelt wider.

### Antike
Um 800 v. Chr. wurden auch die Sporaden Teil des Ionischen Bundes. Von den rhodischen Städten wurden zu dieser Zeit verschiedene Kolonien gegründet, wie Gela auf Sizilien und Phaselis in Lykien.
Um 550 v. Chr. wurden sie kurzzeitig Teil des Lydischen Reiches, das kurz darauf an die Perser fiel.
546 v. Chr. übernahmen die Perser nicht nur Anatolien, sondern auch die westanatolische Inselwelt. Die Sporaden waren nun dem Statthalter von Karien tributpflichtig. Um 500/499 v. Chr. beteiligten sich deshalb auch die äußeren Sporaden am Ionischen Aufstand, der mit der Schlacht bei Lade 494 v. Chr. nördlich der Sporaden katastrophal verloren ging. 480 v. Chr. gewannen die Griechen jedoch wieder die Oberhand durch einen Sieg in der Schlacht bei Salamis.
450 v. Chr. traten auch die entfernteren Inseln dem neu gegründeten Attischen Seebund bei, der jedoch am Peloponnesischen Krieg zerbrach.
379/78 v. Chr. wurde der Attische Bund erneut gegründet, wobei Makedonien zunehmend die Vormachtstellung übernahm. Insbesondere die ferneren Inseln schätzten den Bund als Schutzmacht gegen die Perser, und so traten auch die Sporaden dem Bund bei. Damit wurden die Sporaden – wie die gesamte griechische Inselwelt – Teil von Alexanders Weltreich und kamen nach dessen Zerfall in den Einfluss des Diadochen Antigonos Monophthalmos. Zur Konfrontation im Vierten Diadochenkrieg gehört die misslungene Belagerung von Rhodos 305–304 v. Chr. durch den Diadochen von Griechenland Demetrios Poliorketes. Dieser propagierte die Befreiung der griechischen Polis, um den lukrativen Fernhandel unter seine Kontrolle zu bringen. Nach der Belagerung errichteten die Bewohner zum Dank den Koloss von Rhodos, eine Darstellung des Helios, die als Weltwunder Berühmtheit erlangte.
Im Anschluss wurde auch Rhodos in die Schlacht von Ipsos 301 v. Chr. hineingezogen, bei der Antigonos Monophthalmos getötet wurde. Damit sahen sich die Südlichen Sporaden wie auch andere Inseln nicht mehr als Teil des Alexanderreiches und waren de facto unabhängig. Vermutlich schlossen die Inseln mit Karien einen Schutzbund, der sich Seleukos entgegenstellte. Aus den Diadochenkriegen ging schließlich Seleukos 281 v. Chr. durch die Schlacht bei Kurupedion als Sieger hervor und gründete das Seleukidenreich, das die Unabhängigkeit der Inselwelt wie auch Kariens anerkannte. Nur rund 50 Jahre später, 226 v. Chr., stürzte der Koloss von Rhodos infolge eines Erdbebens ins Meer. Dabei kam es zu gewaltigen Zerstörungen der Polis, die daraufhin völlig neu aufgebaut wurde. Dasselbe Beben beschädigte auch den Leuchtturm von Alexandria schwer.
In der griechischen Antike waren somit etliche Inseln politisch selbständig (vor allem das lange noch bedeutende Rhodos, ferner Kos).

### Neuzeit
Auf Rhodos hatte der Johanniterorden (jetzt Malteserorden) von 1306 bis 1522 seinen Sitz und leitete von dort aus die Verteidigung gegen das vorrückende Osmanische Reich.
Unter der 450-jährigen türkischen Herrschaft waren die Dodekanes-Inseln zur Zahlung eines jährlichen Tributes von 50.000 Piastern verpflichtet, genossen dafür aber eine weitgehende, von den Sultanen oft verbriefte Selbstverwaltung und konnten ihre inneren Angelegenheiten selbst ordnen. Es gelang, eine eigenständige Verwaltung, Schulen und eine medizinische Versorgung aufzubauen. Seit 1867 wurden diese Vorrechte allerdings fortwährend geschmälert, und die jungtürkische Regierung versuchte nach 1908, den Inseln die Autonomie zu nehmen und sie den übrigen Provinzen gleichzustellen. Griechenland erhob Anspruch auf den Dodekanes. 1912 (4. Junijul. / 17. Juni 1912greg.) deklarierte die Inselgruppe einen selbständigen Bund der Ägäis (Πολιτεία του Αιγαίου). Sie wurde jedoch kurze Zeit darauf von Italien im Krieg gegen die Türkei besetzt. Im Londoner Vertrag von 1915 sicherte die Tripelentente Italien den Dodekanes zu. Im Friedensvertrag von Lausanne fiel er schließlich tatsächlich an Italien. Bis 1943 wurden die Inseln „Italienische Ägäis-Inseln“ genannt. Die Italiener hinterließen von Patmos bis Rhodos zahlreiche Bauwerke, förderten die Infrastruktur und machten Italienisch zur Pflichtsprache.
Von November 1943 bis zum Ende des Zweiten Weltkriegs im Mai 1945 waren die Inseln von deutschen Truppen besetzt, danach bis 1947 unter britischer Militärverwaltung. Gemäß den Vereinbarungen der Pariser Friedenskonferenz 1946 wurde die Inselgruppe, die sich bogenförmig um die türkische Küste spannt, am 15. September 1947 von Italien an Griechenland abgetreten. Am 7. März 1948 wurde die formelle Vereinigung mit Griechenland vollzogen. Der Dodekanes bildet den südöstlichen Teil des griechischen Territoriums. Hauptstadt, Verwaltungs- und Wirtschaftszentrum der 2010 im Zuge des Kallikratis-Programms aufgelösten Präfektur war Rhodos. Seitdem gehören die Inseln zur Verwaltungsregion Südliche Ägäis.
Im Jahre 1996 kam es nördlich von Kos zu einem Territorialkonflikt mit der Türkei um die unbewohnten Felseninseln Imia.

## Verwaltungsgliederung
Von 1997 bis 2010 war die Präfektur Dodekanes in 25 Stadt- und 2 Landgemeinden (→ Liste der Gemeinden des Dodekanes (1997–2010)) untergliedert. Mit der Verwaltungsreform 2010 wurden diese zu 15 größeren Gemeinden zusammengefasst, wobei keine der Inseln mehr in unterschiedliche Gemeinden geteilt ist. Die Kompetenzen der Präfektur Dodekanes wurden an die Region Südliche Ägäis und die Gemeinden übertragen. An Stelle der Präfektur wurden vier Regionalbezirke (gr. periferiakes enotites) eingerichtet, die keine eigenständige politische Bedeutung haben und weitgehend den Gebieten der Provinzen aus der Zeit vor 1997 entsprechen.
| Name       | griechischer Name | Sitz                  | Fläche km² | Einwohner 2001 | Einwohner 2010 |
| ---------- | ----------------- | --------------------- | ---------- | -------------- | -------------- |
| Rhodos     | Δήμος Ρόδου       | Rhodos (Stadt)        | 1.407,94   | 117.007        | 115.334        |
| Karpathos  | Δήμος Καρπάθου    | Karpathos             | 324,07     | 6.511          | 6.565          |
| Kos        | Δήμος Κω          | Kos (Stadt)           | 287,19     | 30.949         | 30.828         |
| Kalymnos   | Δήμος Καλυμνίων   | Pothia                | 134,544    | 16.441         | 16.576         |
| Astypalea  | Δήμος Αστυπαλαίας | Astypalea             | 114,077    | 1.238          | 1.385          |
| Leros      | Δήμος Λέρου       | Agia Marina           | 74,172     | 8.207          | 8.172          |
| Kasos      | Δήμος Κάσου       | Fry                   | 69,464     | 990            | 1.013          |
| Symi       | Δήμος Σύμης       | Symi                  | 65,754     | 2.606          | 2.594          |
| Tilos      | Δήμος Τήλος       | Megalo Chorio (Tilos) | 64,525     | 255            | 521            |
| Nisyros    | Δήμος Νισύρου     | Mandraki              | 50,055     | 948            | 928            |
| Patmos     | Δήμος Πάτμου      | Patmos                | 45,039     | 3.044          | 3.053          |
| Chalki     | Δήμος Χάλκη       | Chalki                | 37,043     | 313            | 295            |
| Lipsi      | Δήμος Λειψών      | Lipsi                 | 17,350     | 698            | 687            |
| Megisti    | Δήμος Μεγίστης    | Kastelorizo (Megisti) | 11,978     | 430            | 403            |
| Agathonisi | Δήμος Αγαθονησίου | Megalo Chorio         | 14,500     | 158            | 152            |